# Edward, vojvoda od Kenta i Strathearna
Princ Edward, vojvoda od Kenta i Strathearna (Edward Augustus; London, 2. studenoga 1767. – Sidmouth, 23. siječnja 1820.), bio je četvrti sin i peto dijete britanskog kralja Đuro III. i kraljice Charlotte. Njegova jedina kći, Viktorija, postala je kraljica Ujedinjenog Kraljevstva sedamnaest godina nakon njegove smrti.
Dana 23. travnja 1799. dodijeljene su mu titule vojvode od Kenta i Strathearna te grofa od Dublina. Nekoliko tjedana kasnije imenovan je generalom i vrhovnim zapovjednikom britanskih snaga u pomorskim provincijama Sjeverne Amerike. Godine 1802. imenovan je guvernerom Gibraltara, a tu je titulu formalno zadržao do smrti. Dana 3. rujna 1805. promaknut je u čin feldmaršala.
Od 1791. do 1800. živio je u Donjoj Kanadi i Novoj Škotskoj. Smatra se da je upravo on prvi upotrijebio izraz "Kanađani" kako bi obuhvatio i francuske i engleske doseljenike, čime je pokušao smiriti sukob između dviju zajednica tijekom nereda na biračkom mjestu u Charlesbourgu 27. lipnja 1792. Zbog doprinosa razvoju Kanade, u 21. stoljeću često se naziva "ocem Kanadske krune".
Princ Edward također je bio prvi britanski princ koji je kročio na tlo Sjedinjenih Američkih Država nakon priznanja američke neovisnosti 1783., kada je 1794. iz Donje Kanade pješice otputovao u Boston.